# Des (miniserie)
Des es una mineserie de televisión británica estrenada en septiembre de 2020, que narra la detención en 1983 del asesino en serie, Dennis Nilsen, las investigaciones sobre sus crímenes y el posterior juicio al que fue sometido.

## Argumento
La serie cuenta la historia de Dennis Nilsen, un asesino en serie que actuó en Londres, entre finales de los setenta y principios de los ochenta, con un modus operandi muy similar en todos sus acciones y cuyos crímenes conmocionaron a la opinión pública británica de la época. La serie se basa en el libro biográfico Killing for Company escrito por Brian Masters, que es incluido como uno de los personajes de la trama televisiva.

## Reparto
- David Tennant: Dennis Nilsen, criminal.
- Daniel Mays: detective Peter Jay.
- Jason Watkins: Brian Masters, biógrafo de Nilsen.

### Otros intérpretes
- Ron Cook como Geoff Chambers.
- Barry Ward como Steve McCusker.
- Ben Bailey Smith como Brian Lodge.
- Ross Anderson como Douglas Stewart, una de las víctimas de intento de asesinato
- Laurie Kynaston como Carl Stottor, una de las víctimas de intento de asesinato
- Jamie Parker como Allan Green, fiscal
- Pip Torrens como Ivan Lawrence, abogado defensor
- Ken Bones como David Croom-Johnson, juez de primera instancia
- Chanel Cresswell como Lesley Mead